# Autoridade de Aviação Civil (Macau)
A Autoridade de Aviação Civil da Região Administrativa Especial de Macau (AACM, chinês tradicional: 澳門特別行政區民航局, chinês simplificado: 澳门特别行政区民航局, pinyin: Àomén Tèbié Xíngzhèngqū Mínhángjú, Jyutping: Ou3mun4*2 Dak6bit6 Hang4zing3 Keoi1 man4 hong4 guk6) é responsável por controlar e regular o tráfego aéreo de Macau. A AACM é um departamento do Secretariado para os Transportes e Obras Públicas e foi fundada a 4 de fevereiro de 1991, pelo decreto-lei n.º 10/91/M de 4 de fevereiro de 1991, substituindo o Gabinete do Aeroporto Internacional de Macau, criado a 23 de novembro de 1987.
Sua sede está situada no Centro Comercial Cheng Feng (chinês tradicional: 誠豐商業中心, chinês simplificado: 诚丰商业中心, pinyin: Chéng Fēng Shāngyèzhōngxīn, Jyutping: sing4 fung1 soeng1 jip6 zung1 sam1).
Alguns papéis do Gabinete do Aeroporto Internacional de Macau foram assumidos pela Sociedade do Aeroporto Internacional de Macau.
A AACM é chefiada pelo presidente, que relata os acontecimentos ao conselho geral (como membro) e ao conselho administrativo (como chefe). Em 2013, Simon Chan Weng Hong foi nomeado presidente da AACM.
Tal como acontece com o Departamento de Aviação Civil de Honguecongue, a AACM é uma autoridade independente da Administração Geral de Aviação Civil da China.